# Juspa Hahn
Joseph Hahn, genannt Juspa (geboren um 1600; gestorben 1637 in Frankfurt am Main), war ein deutscher Rabbiner.
Joseph Hahn wurde als Chronist der Frankfurter Jüdischen Gemeinde zur Zeit des Fettmilch-Aufstandes (1612–1616) berühmt durch seine zeitgenössische Darstellung der Ereignisse in dem Werk Josif Ometz. Joseph lebte vom Ende des 16. Jahrhunderts bis 1637. Er entstammte der angesehenen, in der Frankfurter Judengasse lebenden Familie Hahn, war Gelehrter und war in der jüdischen Gemeinde von Frankfurt am Main als Rabbiner tätig.

## Werke
- Josif Ometz kolmel dinim u-minhagim le-khol yemot hashana u-frotot minhage Frankfurt al nahar Main we-inyane musar u-middot. Frankfurt a. M. (Josif Ometz. Nachdruck. Jerusalem 1965.).[1]